# Мінерали нестійкі
Мінерали нестійкі (рос. минералы нестойкие, англ. unstable minerals; нім. instabile Minerale n pl) — мінерали, які легко піддаються хімічному вивітрюванню (сульфіди, олівін, ромбічні піроксени та ін.).